# Antonella Bundu
Antonella Moro Bundu (nascida a 4 de dezembro de 1969 em Florença) é uma activista italiana. Em 2019, foi candidata à presidência de Florença, tornando-se na primeira mulher negra a concorrer à presidência de uma grande cidade italiana.

## Vida
Antonella Bundu nasceu em Florença em 1969, filha de mãe florentina e pai de Serra Leoa. No final dos anos 1980 estudou em Liverpool, que ela lembra como uma "cidade politicamente carregada" após os distúrbios de Toxteth: "Eu estudava história negra nas bibliotecas da cidade e participava activamente nos protestos do bairro".
Ex-DJ e activista da Oxfam, Bundu foi uma das primeiras a entrar em cena aquando do tiroteio em Florença, em 2018, do imigrante senegalês Idy Diene. Ela participou nos protestos antirracistas que se seguiram à sua morte e, depois de fazer um discurso no Teatro Alfieri, foi convidada a concorrer à presidência em nome de uma coligação de esquerda radical, incluindo o Poder para o Povo e o Partido da Refundação Comunista. Na eleição de 2019, recebeu 14 016 votos (7,29%).